# Керченко, Александр Сергеевич
Александр Сергеевич Керченко (23 апреля 1946 Омск, СССР) — советский конькобежец, участник зимних Олимпийских игр 1968, серебряный (1967 — классическое многоборье, 1968, 1970—1500 м) и бронзовый (1967, 1971—1500 м, 1970, 1971—500 м) призёр чемпионатов СССР. Мастер спорта СССР международного класса. Выступал за ДСО «Труд» (Омск) и «Енбек» (Алма-Ата).

## Биография
Александр родился в Омске в семье из семерых человек, и был старшим сыном. Его отец Сергей Филиппович был единственным работником, поэтому Саша помогал ему, после шестого класса пошёл работать. Зимой учился, летом слесарил, и после седьмого класса у него не было каникул. Любит он баян. Хотели мальчика учить музыке, да не вышло, но музыкой увлекался от случая к случаю. Он давно бы занимался коньками, но как-то раз его не приняли в секцию. И тут повезло 13-летнему пареньку. В 1960 году были в Омске «открытые старты», где он бежал на простых коньках и выиграл. Его увидела тренер Валентина Сергеевна Воеводкина и предложила Саше посещать секцию.
Первые успехи пришли в феврале 1964 года. На чемпионате РСФСР воспитанник омской детской спортивной школы № 2 стал победителем среди юниоров на всех дистанциях в малом многоборье, улучшив всероссийские рекорды в забеге на 5000 метров и в многоборье, державшиеся пять лет. В декабре того года на матче городов второй группы он установил четыре всесоюзных достижения среди юношей на 1500, 3000, 5000 метров и по сумме малого многоборья, набрав 187,086 очка.
В январе 1965 года в Челябинске на соревнованиях сильнейших конькобежцев страны 18-летний слесарь впервые бежал на марафонской дистанции 10 000 метров и выполнил норматив мастера спорта, пробежав за 17:29,3 сек. В феврале на зональных соревнованиях скороходов Сибири он вновь отличился и выиграл дистанции 1500 и 3000 метров с юношескими рекордами страны, а также стал лучшим в многоборье. Через неделю на первенстве общества «Труд» трижды установил рекорды страны среди юниоров в забегах на 3000, 5000 метров и в многоборье. В конце марта спортсмен из омского «Труда» стартовал во всесоюзных юношеских соревнованиях и был вне конкуренции. Выиграв три дистанции, он набрал лучшую сумму очков — 193,930.
В сезоне 1965/66 годов Керченко стал выступать за казахский «Енбек» под руководством тренера Бориса Цыбина. В январе выиграл первенство СССР среди юниоров в сумме многоборья. На 2-й зимней Спартакиаде народов СССР и одновременно на чемпионате СССР в классическом многоборье он стал лучшим среди юниоров и занял 6-е место в многоборье среди взрослых спортсменов, а также ему был вручён приз спортивного клуба «Уралмаш», как лучшему юниору соревновании.
В сборную команду СССР попал в сезоне 1966/67 годов. В январе 1967 года дебютировал в международных соревнованиях в норвежском Осло. Через месяц стал первым в многоборье с рекордом республики — 179,838 очка на Спартакиаде профсоюзов Казахстана и установил новый рекорд Казахстана в беге на 5000 метров — 7:44,8 сек. В марте 1967 года на чемпионате СССР стал впервые серебряным призёром в абсолютном зачёте и в забеге на 1500 метров.
В январе 1968 года стал вторым в беге на 1500 метров и занял только 8-е место в многоборье на чемпионате СССР, после чего был запасным на чемпионате Европы в Лахти. 16 февраля на своих дебютных зимних Олимпийских играх в Гренобле 22-летний алма-атинец занял 11-е место в беге на 1500 метров. Ровно через неделю поднялся на 11-е место в сумме многоборья на дебютном чемпионате мира в Гётеборге. На матче конькобежцев Норвегия — СССР в Свердловске Керченко стал чемпионом в забеге на 5000 метров в сумме многоборья.
В начале января 1969 года из-за болезни Александр не смог принять участие в чемпионате страны, но уже через неделю на Медео, 19 января, выиграл соревнования обществ профсоюзов СССР со скороходами ГДР в сумме многоборья. Ещё через 10 дней стал победителем 16-го розыгрыша приза Совета Министров Казахской ССР. На чемпионате мира в Девентере выступил неудачно, заняв 16 место в абсолютном зачёте. В марте на 31-х соревнованиях на приз имени С. М. Кирова Керченко стал лучшим в малом многоборье, выиграв забеги на 1500 метров.
В 1970 году на первенстве СССР стал вторым в забеге на 1500 метров и третьим на 500 метров и 4-м в сумме многоборья. В 1971 году его новым наставником стал Николай Кайдалов, который совсем ещё недавно был соперником Саши на дорожке. На первенстве общества «Енбек» был лучшим в беге на 500 метров и в многоборье. В марте занял 7-е место на чемпионате СССР в классическом многоборье, при этом дважды был третьим на дистанциях 500 и 1500 метров и третьим на 500 метров.
В феврале 1974 года Керченко выиграл зимнюю Спартакиаду Казахской ССР в спринтерском многоборье и в том же году завершил карьеру спортсмена.

## Личная жизнь и семья
Александр Сергеевич с 1966 года живёт в Казахстане. Его сестра Нина и младший брат также занимались у его первого тренера Валентины Воеводкиной.